# Dialetto agrigentino
L'agrigentino (agrigentinu/giurgintano) è una varietà diatopica occidentale della lingua siciliana, parlata nella città di Agrigento e nel suo comprensorio.
Il dialetto agrigentino, nel suo areale, è di uso comune tra i locali, senza alcuna distinzione anagrafica o sociale. Nei centri della provincia mantiene ancora intatte talune caratteristiche lessicali e verbali proprie del siciliano antico, le quali sono ormai scomparse o poco comuni in altre province e città della Sicilia o nella stessa città di Agrigento.

## Distribuzione geografica
Nel dialetto agrigentino, cambia l'accento e la pronuncia delle parole da paese a paese. Ma il dialetto agrigentino è parlato in tutta la provincia di Agrigento, mentre si sentono i maggiori cambiamenti nei paesi che confinano con altre province. E nei paesi della provincia di Agrigento al confine con la città metropolitana di Palermo è nata la tipica canzone siciliana Çiuri, çiuri nel dialetto palermitano, Çiuri, çiuri nelle parlate dell'entroterra e con un suono simile alla ch tedesca  di ich - aspirata palatale - in Agrigento. I dialetti parlati nei comuni di Canicattì, Campobello di Licata e Ravanusa hanno parecchie similitudini con il dialetto nisseno tanto che possono essere considerati parte integrante di questa forma dialettale piuttosto che del dialetto agrigentino. Il dialetto parlato a Licata si discosta in maniera netta dal resto degli altri dialetti parlati in provincia e presenta diverse assonanze con i dialetti parlati nella zona sud orientale dell'isola , introducendo così il dialetto della Sicilia orientale.Il dialetto parlato a Palma di Montechiaro subisce in maniera marcata l'influenza del dialetto licatese ma mantiene inalterate varie forme del dialetto tipico agrigentino.

## Dall'italiano all'agrigentino
| Lingua italiana                                 | Dialetto agrigentino                                                          |
| ----------------------------------------------- | ----------------------------------------------------------------------------- |
| 79 kg/ 18 kg/ 9 kg/ 6 kg/ 4.5 kg/ 700 gr/ 70 gr | cantaru/ un tumminu/ dumunneddra/ munneddra/ n'a quarta/ rotulu/ oncia grossa |
| 1100 litri/ 200 l / 34 l / 17 l / 1 l           | Vutti/ Sarma/ Vutteddra o Varili/ Quartara/ Quartuccia                        |
| buco / buca                                     | pirtùsu                                                                       |
| barattolo                                       | burnìa/buàtta                                                                 |
| negozio                                         | putìa                                                                         |
| torrone                                         | cubbàita                                                                      |
| sabbia                                          | rìna                                                                          |
| premura / fretta                                | prescia                                                                       |
| caldo                                           | càvudu / callu / casdu                                                        |
| sopra / sotto                                   | 'ncapu / sutta                                                                |
| salita / discesa                                | muntàta / pinnìnu                                                             |
| su / giù                                        | susu / jùsu                                                                   |
| sella                                           | vardeddra                                                                     |
| asino / somaro                                  | sceccu                                                                        |
| bue                                             | vò                                                                            |
| geco (animale)/ persona calva                   | tignusu/tiru                                                                  |
| tacchino                                        | pìju/pipì                                                                     |
| chiocciola / chiocciola grande                  | babbalùciu / scataddrìzzu / vavalùci, muntùni                                 |
| altro                                           | àvutru / àntru / atru                                                         |
| rissa / bisticciare                             | sciàrra / sciarriàri(si)                                                      |
| scherzare                                       | scimiàri/babbiàri                                                             |
| stuzzicare                                      | 'nguitàri/'ncuetàri                                                           |
| rissoso                                         | sciarréru/sciarrìeri                                                          |
| assennato, obbediente, tranquillo               | saggiu/a                                                                      |
| maleducato                                      | facchinu / vastasu                                                            |
| ritardare                                       | addimuràri                                                                    |
| bottone                                         | bumettu                                                                       |
| tazza / tazzina                                 | cicaruni / cicareddra                                                         |
| altro                                           | àvutru / àntru / atru                                                         |
| resta / rimani in questo / quel luogo           | mòviti cca / ddocu                                                            |
| insieme                                         | 'nzemmula                                                                     |
| ceci                                            | cìciri                                                                        |
| ora                                             | ni stu momentu / accamòra                                                     |
| formaggio stagionato                            | tumazzu                                                                       |
| formaggio fresco                                | tuma                                                                          |
| cuscino                                         | chiumazzu / ciumazzu                                                          |
| giudicare                                       | judicari                                                                      |
| andare                                          | jiri                                                                          |
| Agrigento                                       | Giurgenti / Girgenti                                                          |
| pagnotta                                        | guastedda                                                                     |
| salsiccia                                       | sasizza / sosizza / sanzizza                                                  |
| portare                                         | purtari                                                                       |
| buttare                                         | jittari                                                                       |
| del, dello                                      | dû, dô                                                                        |
| albicocca                                       | fraccòcca / pircòca                                                           |
| mela                                            | pumu                                                                          |
| oliva / oliva nera passa                        | uliva, oliva, aliva, aulìva, avuliva / passulùni                              |
| pesca (frutta)                                  | pìersica / persica                                                            |
| sella con contenitore                           | vertuli                                                                       |
| bugie                                           | fissarìj, farfantariì                                                         |
| mantella della sella                            | visazza                                                                       |
| uva                                             | racina                                                                        |
| nuca                                            | cozzu                                                                         |
| mento                                           | vavaròttu / ganğularu                                                         |
| palato                                          | balatàru                                                                      |
| naso                                            | nasca                                                                         |
| molare                                          | (g)anğa                                                                       |
| polso                                           | puusu / punzu / puzu                                                          |
| gamba                                           | (g)amma                                                                       |
| ginocchio                                       | ginocchiu / gunocchiu / jinocchiu                                             |
| gomito                                          | guvitu                                                                        |
| mano destra / sinistra                          | manu 'ritta / manca, manchina                                                 |
| mancino                                         | mancusu                                                                       |
| orecchia / orecchie                             | gricchia / 'ricchia; gricchî / 'ricchî; auricci                               |
| sbattere                                        | (n)truzzàri                                                                   |
| malmenato / maltrattato / pestato               | sminchiàtu                                                                    |
| frastuono/confusione                            | taarìa                                                                        |
| inciampare                                      | mbazzuliarisi / mpazzuliarisi                                                 |

## Espressioni e modi di dire
L'agrigentino è ricchissimo di espressioni e modi di dire talvolta molto complessi e coloriti, i quali fanno spesso parte integrante della conversazione, al punto di riuscire a comunicare un intero e complesso concetto o sensazione attraverso poche o addirittura singole parole.
Difatti si sostiene che utilizzando le espressioni tipiche, il concetto venga espresso con maggior effetto all'interlocutore.
- Pani schìttu e spinsiratu: "pane semplice e libertà" (frase che indica uno stato di modestia o semplicità ma di libertà)
- Ccà ci vuoli un cuteddru e un cannavazzu: "qui servono un coltello ed uno straccio" (frase utilizzata in segno di minaccia)
- Semu muru cu muru cu' spitali: "siamo muro a muro con l'ospedale" (indica uno stato di fragilità delle cose)
- Cani ca 'un canusci patruni: "cane che non riconosce nessun padrone" (indica qualcuno che non dà retta a nessuno)
- U megliu cavaddru addivintà zzòppu: "il migliore dei cavalli è venuto zoppo" (per descrivere delusione riguardo a qualcuno)
- Sta quaglia 'un potti vulari: "questa quaglia non è potuta volare" (per indicare un affare che non è andato in porto)
- Già ca ù pitrusinu era musciu, ci jì u'gattu e ci piscià di 'ncapu: "Non solo il prezzemolo era già appassito, è arrivato il gatto e ci ha anche urinato sopra" (ironicamente indica una cosa che di per sé va male e si aggiunge ad essa un peggioramento)
- Mi misi l'acqua d'intra e u cannolu fora : "Ho messo l'acqua dentro casa ed il rubinetto fuori" (indica che si è fatto un errore dannoso)
- Megliu scarsu n'a purrazza, ca grassu n'a zammataria : "È preferibile poco dai resti, che tanto dalla trappola" (questo modo di dire è basato sul comportamento dei topi, ma in italiano corrisponde con il modo di dire: Meglio un uovo oggi, che una gallina domani)

## Grammatica

### Verbi
È bene dire prima di tutto che alcune espressioni usano forme grammaticali diverse dall'italiano. L'ausiliare di molti verbi è "avere" quando in Italiano è "essere" (come in Francese). Un esempio è nell'espressione per dire "Io sono stato qui" che si traduce: "Iu haiu statu ccà". In ogni caso l'uso di tempi composti è ristretto a pochi casi - per ex. "haiu statu malatu"  (sono stato malato) -  e fuori da questi è sentito come "faticoso" se non  scorretto addirittura. L'uso più frequente e corretto è quello del passato remoto e dell'imperfetto. Nessuno direbbe "haiu statu a sentiri" (sono stato a sentire) bensì "stetti a sentiri", oppure "haiu mangiatu bonu" (ho mangiato bene) ma "mangiavu bonu".  Il Futuro è ancora più raro dato che si usano circonlocuzioni come "quannu ci vaiu" (quando ci vado)  per "ci andrò" o "vegnu a curriri" (vengo a correre) per " correrò" o "quannu partu" (quando parto) per "partirò", dato che la forma del futuro non esiste se non come italianismo, ma più sovente fuori di Agrigento ( "farraggiu" per "farò" nel Catanese).
| italiano  |                   |             | siciliano     |                      |                 |
| --------- | ----------------- | ----------- | ------------- | -------------------- | --------------- |
| io sono   | io sono stato     | io fui      | iu sugnu      | iu haiu statu        | iu fù           |
| tu sei    | tu sei stato      | tu fosti    | tu si         | tu ha statu          | tu fusti        |
| lui/lei è | lui/lei è stato/a | lui/lei fù  | iddru/iddra è | iddru/iddra ha statu | iddru/iddra fù  |
| noi siamo | noi siamo stati   | noi fummo   | nantri semu   | nantri hamu statu    | nandri fummu    |
| voi siete | voi siete stati   | voi foste   | vavutri siti  | vavutri hatu statu   | vavutri fustivu |
| loro sono | loro sono stati   | loro furono | iddri sunnu   | iddri hannu statu    | iddri foru      |

| italiano    |                   |              | siciliano        |                      |                  |
| ----------- | ----------------- | ------------ | ---------------- | -------------------- | ---------------- |
| io ho       | io ho avuto       | io ebbi      | iu haiu          | iu haiu avutu        | iu appi          |
| tu hai      | tu hai avuto      | tu avesti    | tu ha            | tu ha avutu          | tu avisti        |
| lui/lei ha  | lui/lei ha avuto  | lui/lei ebbe | iddru/iddra havi | iddru/iddra ha avutu | iddru/iddra appi |
| noi abbiamo | noi abbiamo avuto | noi avemmo   | nantri avemu     | nantri hamu avutu    | nantri appimu    |
| voi avete   | voi avete avuto   | voi aveste   | vavutri aviti    | vavutri hata avutu   | vavutri avistivu |
| loro hanno  | loro hanno avuto  | loro ebbero  | iddri hannu      | iddri hannu avutu    | iddri appiru     |